# 中華民國陸軍裝甲第五八四旅
陸軍裝甲第五八四旅（英語：584 Armor Brigade），為中華民國國軍駐守於臺灣新竹縣的陸軍部隊，編配在陸軍第六軍團指揮部，裝甲五八四旅隊名「登步部隊」，前身為
陸軍步兵第二八四師，在精實案解編前本師長期駐防在金門南雄防區，因此又有「南雄師」之稱。

## 沿革

### 大陸時期
- 1948年12月，於江西上饒成立「陸軍步兵第二一九師」。
- 1949年9月，改編為「陸軍步兵第六十七師」，移駐舟山。
- 1949年11月3日，中國人民解放軍進攻登步島，陸軍步兵第六十七師奉令增援，締造登步大捷，故以「登步」為隊名。

### 臺灣時期
- 1952年6月，與陸軍步兵第五十六師所屬第一六七團合併整編為「陸軍步兵第八十四師」（師長張莫京）。
- 1957年6月，執行「五嶽演習」與陸軍步兵第五十一師進行防務交接，由連江莒光移駐高雄仁武。
- 1959年4月，執行「前瞻計畫」改編為陸軍前瞻步兵師。
- 1964年9月，執行「東海演習」自高雄仁武移駐金門金東。
- 1967年2月，執行「火星演習」自金門金東移駐臺南新營。
- 1969年12月，執行「嘉禾一號專案」改編為陸軍野戰重裝步兵師。
- 1970年1月，執行「長風演習」自嘉義中庄移駐金門金東。
- 1972年4月，執行「自強演習」自金門金東移防桃園下湖。
- 1974年6月，執行「宛平演習」自桃園下湖移駐連江。
- 1976年1月，改番號為「陸軍步兵第六十七師」。6月，執行「陸平演習」自連江移駐桃園下湖。8月，改番號為「陸軍步兵第二八四師」。
- 1977年4月，執行「惠陽演習」與陸軍步兵第一五八師進行師對抗。
- 1978年11月，執行「青海演習」與陸軍步兵第三一九師進行防務交接，自桃園下湖移駐金門金東。
- 1979年12月，執行「順風演習」與陸軍步兵第二二六師進行防務交接，由金門南雄移駐臺北關渡。
- 1983年3月，執行「武德演習」與陸軍步兵第二二六師進行防務交接，由臺北關渡移駐金門南雄。師長湯元普少將。
- 1999年4月1日，因應精實案，於金門與戰車第七○一群合併整編，番號更銜為「陸軍裝甲第五八四旅」（南雄旅）。
- 2007年4月，執行「南雄演習」自金門南雄移駐新竹湖口。
- 2014年11月1日至7日，由 陸軍第十軍團指揮部（中部地區）納編相關單位編成統裁部和操演部隊，執行「長青十三號」操演，與八軍團步兵第三三三旅進行對抗演練。
- 2024年12月15日至16日，時隔三十年接裝第一批來台M1A2T主力戰車。

## 組織

### 直屬單位
- 旅部連（湖南營區）
- 通資作業連（湖南營區）
- 保修連（湖南營區）
- 工兵連（湖南營區）

### 下轄單位
- 聯合兵種第一營（湖口二營區）
- 聯合兵種第二營（湖口四營區）
- 聯合兵種第三營（凌雲崗營區）
- 砲兵營（犁頭山營區）

## 隊歌
滾滾海浪 我們歌聲嘹亮
 
威震八方 我們百戰沙場
 
江西建軍 民心所向
 
粵東剿匪 銳不可擋
 
登步大山 殺敵遍野
 
流水岩前 頑寇膽喪
 
自立自強 我們決心豪壯
 
矢志復國 我們信心堅強
 
戍守金馬 捍衛海疆 
 
精練戰技 誓滅匪黨
 
登步登步 我武維揚
 
登步登步 永垂史章

## 隊徽含義
- 登步：民國38年，該旅參與登步島戰役，功績卓著，故以「登步」為名，以期傳承光榮歷史。
- 紅黃藍三色：象徵步、戰、砲三個主要戰鬥兵科及裝甲兵的誠、愛、熱的傳統精神。
- 兩道閃光：象徵靈活通信與機動作戰的戰術思想。
- 12塊履帶：象徵裝甲兵十二項風格。

## 附註
1. ↑  . 國防部陸軍司令部.   [2015-07-26]. （原始内容存档于2016-08-15） （中文（臺灣））.